# Зелінський Йосип Григорович
Йосип Григорович Зелінський (1927—2005) — радянський інженер-будівельник і організатор будівництва. Заслужений будівельник РРФСР (1970). Почесний громадянин міста Петропавловськ-Камчатський (1998).

## Біографія
Народився 21 грудня 1927 року в селі Погорілому Уланівського району Вінницької області в селянській родині.
З 1943 року, в період Другої світової війни, Й. Г. Зелінський почав свою трудову діяльність на посаді електрослюсаря вугільної шахти тресту «Советскуголь» Донецької області. З 1947 по 1950 року проходив навчання в Донецькому будівельному технікумі.
З 1950 по 1955 роки Й. Г. Зелінський навчався в Дніпропетровському будівельному інституті, після закінчення якого отримав спеціальність інженера-будівельника. З 1955 по 1962 роки Й. Г. Зелінський працював на посадах: майстра, виконроба, старшого виконроба, головного інженера та начальника будівельно-монтажних управлінь будівельного тресту «Камчатрыбстрой» у місті Петропавловськ-Камчатський Камчатського краю.
З 1962 по 1990 роки, протягом двадцяти восьми років, Й. Г. Зелінський був керівником об'єднання «Главкамчатстрой», Під керівництвом Й. Г. Зелінського, будівельними організаціями об'єднання «Главкамчатстрой» були побудовані практично всі сучасні об'єкти міста Петропавловськ-Камчатський і будівельна інфраструктура більшості сіл і селищ Камчатського краю. Указами Президії Верховної Ради СРСР Й. Г Зелінський «за розробку і впровадження будівель і споруд підвищеної сейсмостійкості на Камчатці» нагороджений Орденом Леніна, так само «за організацію будівельного виробництва, розвиток будіндустрії та капітального будівництва на Камчатці» нагороджений: Орденом Трудового Червоного Прапора, Орденом Дружби народів і двічі Орденом Знак Пошани.
У 1970 році Указом Президії Верховної Ради РРФСР «за досягнення в галузі будівництва та архітектури» Й. Г. Зелінському було присвоєно почесне звання — Заслужений будівельник РРФСР.
2 вересня 1998 року «за великі досягнення у розвитку міста Петропавловська-Камчатського» Й. Г. Зелінському присвоєно почесне звання — Почесний громадянин міста Петропавловськ-Камчатський.
Помер 15 січня 2005 року в місті Петропавловськ-Камчатський.

## Нагороди
Загальні відомості:
- Орден Леніна
- Орден Трудового Червоного Прапора
- Орден Дружби народів
- Два Ордена Знак Пошани
- Медаль «За доблесну працю у Великій Вітчизняній війні 1941—1945 рр.»

## Звання
- Заслужений будівельник РРФСР (1970[4])
- Почесний громадянин міста Петропавловськ-Камчатський (02.09.1998 № 924[1])

### Премії
- Премія Ради Міністрів СРСР